# Réde
Réde község a Bakony északi lábánál a Cuhai-Bakonyér völgyében, Komárom-Esztergom vármegyében, a Kisbéri járásban, vadregényes erdők védelmező ölelésében helyezkedik el. Ezt az ideális földrajzi fekvésű vidéket már a magyar írásbeliség kezdeténél régebbi idők óta lakják, és az itt élők számára mindig biztos megélhetést és barátságos otthont adott.
Az idelátogatók számára a tiszta erdei levegő a tavakkal, patakokkal, tarka vadvirágos rétekkel gazdagon díszített természeti környezet felüdítő helyszín a túrázásra. Tamási Áron így ír: „Azért vagyunk a világon, hogy valahol otthon legyünk benne”. Réde egy ilyen hely, itt mindenkinek megadatik, hogy otthon érezhesse magát.

## Fekvése
Réde Komárom-Esztergom vármegye délnyugati részén, a Bakony erdői mellett fekvő szűk 1300 fő lakosú település Veszprém és Győr-Moson-Sopron vármegyék határához közel. Pannonhalmától  22, Győrtől 38 kilométerre délkeletre, Kisbértől 15, Bakonyszombathelytől 8, Bakonybánktól 5, Zirctől 24 kilométerre található. Közeli település még: Ácsteszér, Bakonyszentkirály, Csatka és Sikátor is. Ugyanakkor Ácsteszér, Csatka vagy Sikátor távolsága közúton többszöröse a légvonalban mért távolságnak, mivel a domborzati viszonyok miatt nehéz lenne közvetlen összeköttetést biztosítani közöttük. De a cseszneki vár sincs messze a falutól.

## Közlekedés
A településen átvezet a Bakonyszentkirályt (82-es főutat) Bakonybánk-Bakonyszombathely térségével összekötő 8217-es számú mellékút, közúton csak ezen érhető el északi illetve déli irányból. Autóbusszal megközelíthető a 8623-as és a 8636-os járatokkal.
A települést vasútvonal nem érinti, legközelebb a Győr–Veszprém-vasútvonal veszprémvarsányi állomása található. Az egykori Környe–Pápa-vasútvonalnak Bakonybánkon volt a településhez legközelebbi állomása, itt azonban 2007. március 4. óta szünetel a személyforgalom.

## Története
Ez a vidék már a római korban is lakott terület volt, erre utalnak a földmunkák során előkerült feliratos kövek.
A honfoglalás után Öcsök és Öse vezérek foglalták el a települést. Sokáig Csesznek várának tartozékaként említették okiratokban, így a 14. század elején a várral együtt a Cseszneky család birtoka volt. A falu neve 1234-ben tűnt fel el először egy korabeli okiratban Ráde alakban. Birtokosai a 14. században a Garaiak voltak, majd a 15. században a Szapolyai-család birtoka lett.
A történelem során az ország hódítói több alkalommal is végigsöpörtek a falun, nagy károkat hagyva maguk után: 1529-ben a törököknek esett áldozatul a település a környező falvakkal együtt, 1679-ben ismét a törökök rombolták le a Fülegóriánál álló várat. A törökök kiűzése után 1636-ban a királytól kapta gróf Esterházy Dániel a cseszneki várat, Rédével együtt. A Rákóczi-szabadságharc idején a település is sok viszontagságnak volt kitéve, fejlődése megállt. A rédei grófi uradalom a 18-19. században alakult ki, a lassú fejlődésnek indult településen a 18. században az Esterházy család épített kastélyt magának. A település lakói ma főként földműveléssel, fakitermeléssel foglalkoznak.
1957-ben megszűnt a rédei erdei vasút.
A faluhoz tartozott Tót Réde, pár házból álló település, amelyet a török vész után idetelepített tót származásúak laktak. Ma 2-3 házában élnek még lakók.

## Közélete

### Polgármesterei
- 1990–1994: Pölöskei József (független)[4]
- 1994–1998: Pölöskei József (független)[5]
- 1998–2002. Pölöskei József (független)[6]
- 2002–2006: Pölöskei József (független)[7]
- 2006–2010: Pölöskei József (független)[8]
- 2010–2014: Pölöskei József (független)[9]
- 2014–2019: Pölöskei József (független)[10]
- 2019–2024: Farkas Lajos (független)[11]
- 2024– : Farkas Lajos (független)[1]

## Népesség
A település népességének változása:
| Lakosok száma | 1412 | 1398 | 1356 | 1306 | 1262 | 1197 | 1171 |
|               | 2013 | 2014 | 2015 | 2021 | 2022 | 2023 | 2024 |

A 2011-es népszámlálás során a lakosok 83,8%-a magyarnak, 0,3% németnek magát (16% nem nyilatkozott; a kettős identitások miatt a végösszeg nagyobb lehet 100%-nál). A vallási megoszlás a következő volt: római katolikus 23,5%, református 47,2%, evangélikus 0,4%, görögkatolikus 0,2%, felekezeten kívüli 3% (24,6% nem nyilatkozott).
2022-ben a lakosság 90,3%-a vallotta magát magyarnak, 0,4% németnek, 0,3% románnak, 0,2% bolgárnak, 0,1-0,1% cigánynak és horvátnak, 1,3% egyéb, nem hazai nemzetiségűnek (9,7% nem nyilatkozott; a kettős identitások miatt a végösszeg nagyobb lehet 100%-nál). Vallásuk szerint 38,7% volt református, 17% római katolikus, 0,5% evangélikus, 0,5% görög katolikus, 0,6% egyéb keresztény, 3,3% egyéb katolikus, 5,5% felekezeten kívüli (33,8% nem válaszolt).

## Nevezetességei
Rédei 24 fenyő vadászati és természetrajzi gyűjtemény
Rédei horgásztó:
Magánkézben lévő, kellemes hangulatú, szigettel, zöldövezettel megáldott, járdával, padokkal és bokrokkal határolt gyöngyszeme a falunak. A tulajdonosi önzetlenség miatt mindenki számára látogatható -e pihentető hely, melyet gazdája a kétezres évek elején hozott rendbe és gondozza a mai napig, ezzel sokaknak örömöt okozva.
Esterházy kastély és kastélypark

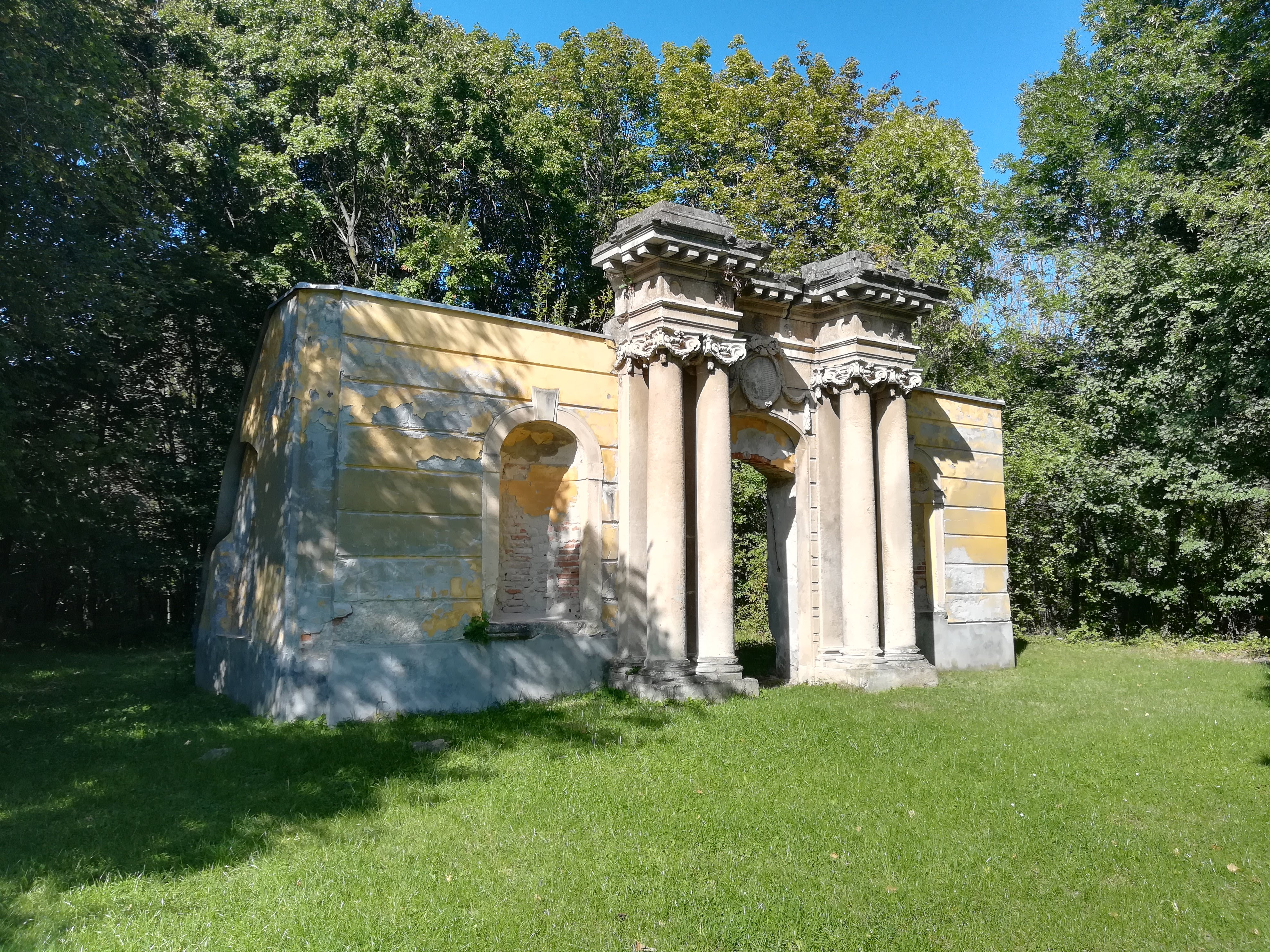
A hajdani rédei Esterházy-kastély bejárati kapuja

Az Esterházy-kastélyt 1436-ban a királytól kapta gróf Eszterházy Dániel a cseszneki várat, Rédével együtt. Fia, Eszterházy János 1683-ban kapta meg a grófi címet. Utódaik a 19. század közepén építették a rédei barokk–romantikus kastélyt, amelynek bejárata felett ott díszelgett a család címere, a kardot tartó griff. A kastély építéséhez – régi elmesélések szerint – a gróf a pannonhalmi apátság építését végző, Csehországból áthozatott – végül áttelepült – mesterembereket, kőműveseket, építészeket fogadta fel.
Az egykori kastélypark területén álló úgynevezett Nagykastély középrizalitjának földszinti maradványán a fal középtengelyében egy kosáríves záradékú kapunyílás látható, amit copf díszítésű kettősoszlopok által tartott, gazdag tagolású párkány zár le. Mellette kétoldalt egy-egy félköríves záradékú szoborfülke kapott helyt. Ettől keletre áll egy megközelítőleg téglalap alaprajzú, magasföldszintes, kontytetős, 19. század közepén épült melléképület, az úgynevezett Kiskastély. Az épület északi homlokzatán timpanonos lezárású középrizalit, keleti végében rizalitszerűen kiugró bővítmény látható. A kiskastély kéttraktusos, középfolyosós elrendezésű, belső terei síkmennyezetesek. Ez volt a cselédszállás, innen látták el a kastélyt.
A nagykastély emeletes, zsalugáteres ablakú, hatalmas épület volt, 32 szobával. Bejárata, homlokzata a park felé nézett, de ma már csak ez a bejárat áll, mivel 1947 szeptemberében a kastély padlástűz miatt leégett. Ekkor az alsó szint még lakható maradt, de 1951–1952-ben a tanács szétbontatta, az építőanyagot pedig széthordták a falubeliek. A romokon kívül megmaradtak még a kastélypark kovácsoltvas bejárati kapuja és az egykori angolpark padjai is. A településen megtalálható még az úgynevezett grófi temető is, ahová a család temetkezett.

#### -Egykori uradalmi magtár
Többszintes épülete Réde közelében áll.

#### -Szentháromság-templom
A kastélykertben álló barokk templom (egykor a kastély kápolnája) 1767-ben épült. Szabadon álló, egyhajós, félköríves szentélyzáródású, szentély felett kontyolt nyeregtetős templom, keleti homlokzata előtt toronnyal, melynek bejárata felett, félköríves fülkében Szent Péter-szobor látható. A szentély délnyugati oldalához csatlakozik a sekrestye, a torony és a hajó délnyugati találkozásánál félnyeregtetős toldalék épült. Csehsüvegboltozatú hajója van, szentélye félgömbkupolás a hajó bejárati oldalán karzat látható. Berendezése jellemzően barokk és késő barokk, főoltárképét 1768-ban készítette Anton Schunko. Bent látható gróf Esterházy Imre síremléke, amely 1792-ből származik.
- Református templom

## Nevezetes lakói
- Itt született Kuncz Ignác (1841–1903) jogtudós, az MTA tagja.
- Itt született Szántó Margit (1924–2010) Jászai Mari-díjas színésznő. Az Állami Déryné Színház alapító tagja.